# ويليام أ. كارسون
ويليام أ. كارسون هو سياسي أمريكي، (و. 1863 – 1949 م). نشط حزبياً في الحزب الجمهوري. وقد انتخب عضو مجلس ولاية نيويورك ‏.